# Arda Güler
Arda Güler ([aɾˈda ˈɟylæɾ] ⓘ; n. 25 februarie 2005, Altındağ⁠(d), Ankara, Turcia) este un fotbalist turc care joacă pe postul de mijlocaș ofensiv sau lateral pentru Real Madrid în La Liga și la echipa națională de fotbal a Turciei. Real Madrid l-a cumpărat în 2023 cu 45.00 milioane de euro 

## Cariera pe echipe

### Primii ani
Güler și-a început cariera de tineret la clubul Gençlerbirliği din Ankara, în 2014. S-a alăturat rangurilor de tineret al lui Fenerbahçe în 2019.

### Fenerbahçe
Güler a semnat un contract profesionist de doi ani și jumătate cu Fenerbahçe, pe 13 ianuarie 2021. A fost considerat un copil minune și văzut ca o mare perspectivă pentru viitor.

#### Sezonul 2021-22
Güler și-a făcut debutul la seniori de pe banca de rezerve împotriva clubului finlandez HJK în meciul din play-off din UEFA Europa League 2021-22. Desfășurată pe stadionul Șükrü Saracoğlu pe 19 august 2021, s-a încheiat cu 1–0 pentru Fenerbahçe. În primul său meci din Süper Lig trei zile mai târziu, a oferit pasa care ia permis lui Miha Zajc să înscrie golul victoriei în minutul 89 al victoriei cu 2-0 asupra Antalyaspor.
A început să aibă mai mult timp de joc pe măsură ce sezonul 2021-22 a progresat. În martie 2022, Güler a devenit cel mai tânăr marcator al lui Fenerbahçe din istoria Süper Lig, după ce tocmai împlinise 17 ani cu trei săptămâni mai devreme. Până în mai 2022, Güler a marcat 3 goluri și a oferit 3 pase decisive în doar 255 de minute de joc. După un început impresionant al carierei, s-a raportat că mari cluburi europene precum Arsenal, Liverpool, Bayern München, Borussia Dortmund, Barcelona și Paris Saint-Germain și-au arătat interesul să-l semneze. La 17 martie 2022, Fenerbahçe a anunțat că a semnat un contract de trei ani cu el.

#### Sezonul 2022-23
La începutul sezonului 2022-2023, după plecarea lui Mesut Özil, Güler a primit tricoul cu numărul 10, care are o semnificație specială pentru fanii lui Fenerbahçe, fiind numărul legendelor clubului Alex de Souza și Jay-Jay Okocha. A jucat primul său meci al sezonului împotriva lui Kasımpașa și a marcat două goluri în 21 de minute de joc. Pe 3 noiembrie 2022, a marcat primul său gol în competițiile europene și a oferit și un assist, într-o victorie cu 2-0 în deplasare împotriva lui Dinamo Kiev în faza grupelor Europa League. Pe 11 iunie 2023, Güler a câștigat cu 2-0 în finala Cupei Turciei din 2023 împotriva lui İstanbul Bașakșehir. Pe 6 iulie, Güler a anunțat prin Instagram plecarea de la Fenerbahçe, marcând sfârșitul mandatului său la clubul turc.

### Real Madrid
La 6 iulie 2023, Real Madrid a anunțat semnarea lui Güler cu un contract de șase ani care va dura până în iunie 2029. Acordul a fost încheiat prin declanșarea clauzei sale de eliberare cu o plată inițială de 20 de milioane de euro, care a depășit clauza de 17,5 milioane de euro din fostul său contract cu Fenerbahçe. Güler i-a cerut lui Real Madrid să plătească dincolo de clauza sa de eliberare pentru a strânge fonduri pentru fostul său club.
După mai multe accidentări la sfârșitul anului 2023, Güler a debutat cu Real Madrid în meciul din Copa del Rey împotriva lui Arandina din 6 ianuarie 2024, contribuind la victoria echipei cu 3-1. Pe 14 ianuarie, a câștigat primul său trofeu cu Real Madrid în finala Supercopei de España, unde Real Madrid a triumfat asupra Barcelonei cu scorul de 4–1. Güler și-a făcut debutul în La Liga cu Las Palmas pe 27 ianuarie, intrând de pe bancă în minutul 81, în locul lui Rodrygo. Pe 10 martie, Güler a marcat primul său gol în campionat pentru Real Madrid, driblandu-l pe portarul lui Celta de Vigo, Vicente Guaita, în al patrulea minut al prelungirilor, la cinci minute după ce a intrat de pe bancă, pentru a pecetlui o victorie în campionat cu 4-0. Pe 26 aprilie, Güler a primit primul său start în La Liga cu un gol, oferind echipei sale o victorie cu 1-0 împotriva lui Real Sociedad pe Reale Arena. Pe 19 mai, a marcat de două ori împotriva lui Villarreal într-un egal 4–4, devenind cel mai rapid jucător din istoria lui Real Madrid care a marcat șase goluri în La Liga în doar 330 de minute de joc. Deși nu a jucat în niciun meci, în cele din urmă și-a asigurat trofeul UEFA Champions League 2023–24 cu clubul său, devenind primul jucător turc care a obținut această distincție.

## Cariera internațională
Güler este un internațional de tineret turc, care a jucat la mai multe echipe naționale de tineret a Turciei până la sub-21 de ani. Și-a făcut debutul cu naționala mare a Turciei pe 19 noiembrie 2022, în victoria lor amicală cu 2-1 împotriva Cehiei. A marcat primul său gol împotriva Țării Galilor în preliminariile de la Euro 2024, pe 19 iunie 2023.

### UEFA Euro 2024
A fost numit în echipa de 26 de jucători a Turciei pentru UEFA Euro 2024. Pe 18 iunie 2024, Güler a fost desemnat Jucătorul Meciului, în timp ce a marcat în prima victorie a Turciei cu 3-1 în fața Georgiei, devenind primul adolescent care a marcat la debutul său în Campionatul European de la Cristiano Ronaldo în 2004. Cu golul său, a devenit și al cincilea cel mai tânăr marcator din istoria turneului și cel mai tânăr debutant care a găsit plasa, în vârstă de 19 ani și 114 zile, doborând recordul anterior al lui Cristiano Ronaldo.

## Profilul jucătorului
Güler și-a găsit mulți suporteri în Turcia pe măsură ce cariera sa a luat contur, a preluat tricoul cu numărul 10 la Fenerbahçe și a profitat de timpul petrecut în perioada lui Jorge Jesus și prin urmare transferul său la Real Madrid. A început să fie văzut ca un model, în special pentru copii.

## Palmares
Fenerbahçe
- Cupa Turciei: 2022–23[20]

Real Madrid
- La Liga: 2023–24[47]
- Supercopa de España: 2024[48]
- Liga Campionilor UEFA: 2023–24[49]